# Istoriya Slavyanobolgarskaya

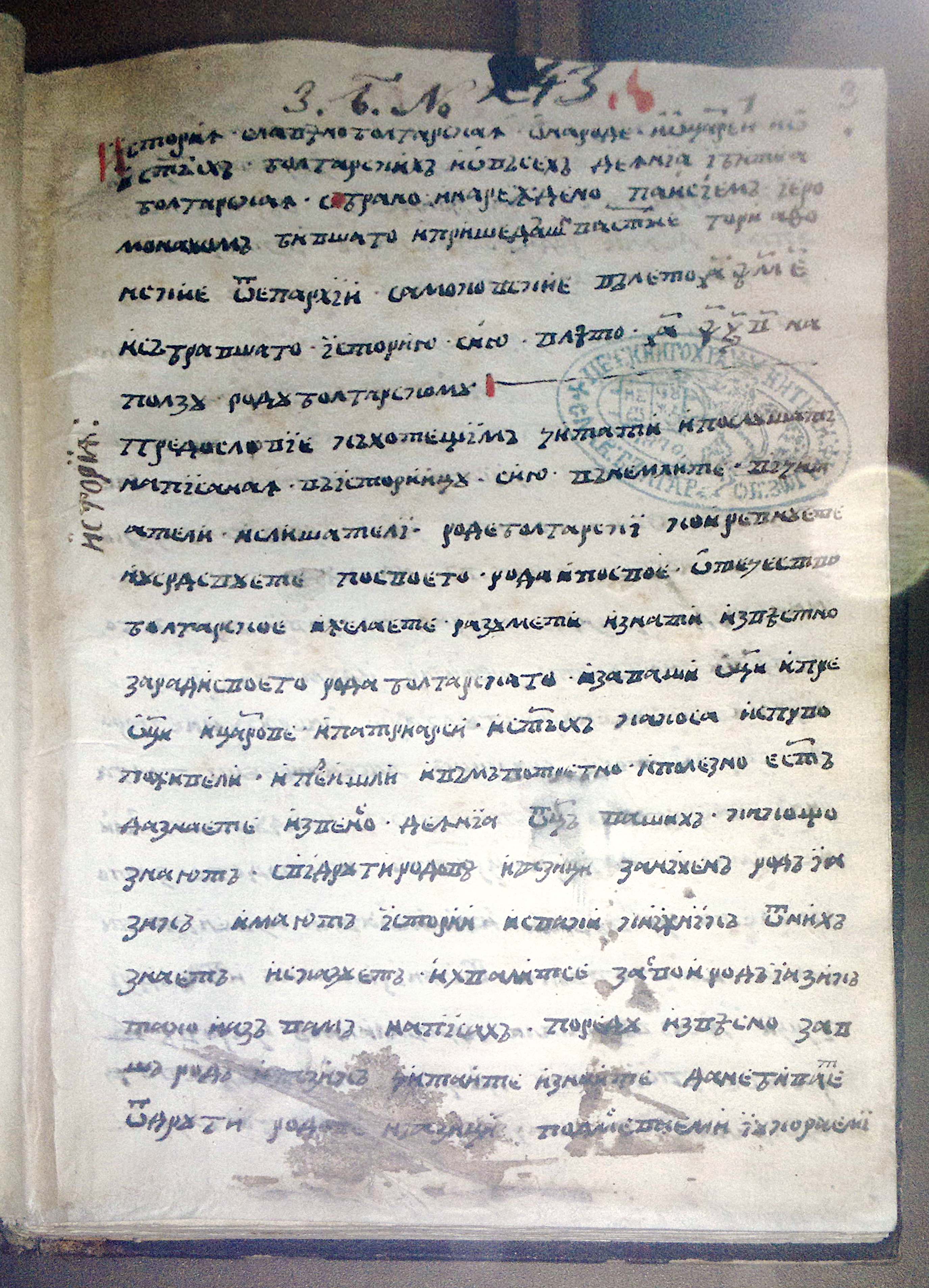
La primera página del original hecha por Paisio.

Istoriya Slavyanobolgarskaya (cirílico: История славяноболгарская, en búlgaro: История славянобългарска, y traducido como Historia de los eslavo-búlgaros) es un libro del académico y clérigo búlgaro San Paisio de Hilandar. Escrito en 1762, se considera la mayor obra de Paisio y una de las piezas más influyentes del renacimiento búlgaro, así como la primera obra de la historiografía búlgara.
A pesar de que vivía en el monasterio serbio de Hilandar, en el Monte Athos (actualmente una provincia autónoma en Grecia), Paisio viajaba extensamente por todo el país y el extranjero y recogía una gran cantidad de referencias para componer y escribir su versión concisa pero históricamente influyente de la historia de Bulgaria. En ese momento la afluencia de monjes serbios disminuyó a expensas de los búlgaros, particularmente en Macedonia. Desde el siglo XVII hasta el siglo XIX, Hilandar fue predominantemente poblada por búlgaros.
La importancia de este manuscrito es que fue capaz de restaurar el orgullo nacional de un país, que después de 366 años de dominio otomano carecía de tal pasión. Istoriya Slavyanobolgarskaya desempeñaría un papel importante en lo que sería el Despertar nacional de Bulgaria.
La primera copia manual del libro fue hecho por Sofronio de Vratsa en 1765. Estructuralmente, Istoriya Slavyanobolgarskaya consiste en dos presentaciones, varios capítulos que tratan sobre diversos acontecimientos históricos, un capítulo sobre los «maestros eslavos», los discípulos de Cirilo y Metodio, un capítulo sobre los santos búlgaros, y un epílogo.
Aunque algunos extractos aparecen en el Tsarstvenik de Petar Beron (1844), la historia de Paisio no se publicó en forma de libro hasta la década de 1920, en la edición de Nikola Filipov. Hubo una adaptación al búlgaro moderno en 1938. Las ediciones críticas fueron preparadas en la década de 1960, y una traducción al ruso. Una traducción al alemán apareció en 1984, y una versión en inglés del manuscrito de Zograf en 2001.